# Hiraka
Hiraka (jap. 平鹿町 Hiraka-machi) – dawne miasteczko (machi) w północnej Japonii, na wyspie Honsiu w prefekturze Akita. Włączone w skład miasta Yokote.

## Historia
Hiraka-machi powstało 20 września 1956 roku z połączenia miasteczka Asamai i wsi Yoshida. 20 października włączono tu także dzielnice Okuramae i Jinbei z Jūmonji. 1 kwietnia przyłączono do Hiraki wieś Daigo, a 20 czerwca dzielnicę Taruminai z Omonogawy. 10 kwietnia odłączono od Hiraki dzielnicę Kajimura i przyłączono ją do Taiyū. 1 października 2005 roku Hiraka wraz z Ōmori, Omonogawą, Masudą, Jūmonji, Sannai i Taiyū utworzyły miasto Yokote.

## Podział
W obrębie Yokote wyróżnia się dziś dzielnice Hirakamachi Nakayoshida, Hirakamachi Asamai, Hirakamachi Taruminai, Hirakamachi Shimonabekura, Hirakamachi Shimoyoshida, Hirakamachi Daigo i Hirakamachi Kamiyoshida.